# Makoto Kakuda
Makoto Kakuda (角田 誠 Kakuda Makoto?, Uji, Kioto, 10 de julio de 1983) es un exfutbolista japonés que se desempeñaba como defensa en el V-Varen Nagasaki de la J2 League.

## Trayectoria

### Clubes
| Club                        | País  | Año         |
| --------------------------- | ----- | ----------- |
| Kyoto Purple Sanga          | Japón | 2001 - 2003 |
| Nagoya Grampus Eight        | Japón | 2004 - 2007 |
| Kyoto Purple Sanga (cedido) | Japón | 2006        |
| Kyoto Sanga FC              | Japón | 2007 - 2010 |
| Vegalta Sendai              | Japón | 2011 - 2014 |
| Kawasaki Frontale           | Japón | 2015        |
| Shimizu S-Pulse             | Japón | 2015 - 2018 |
| V-Varen Nagasaki            | Japón | 2019 - 2021 |
| Asuka FC                    | Japón | 2021 - 2022 |

## Estadística de carrera

### J. League
| Club                 | Año   | J. League | J. League | Copa J. League | Copa J. League | Total | Total |
| Club                 | Año   | Part.     | Goles     | Part.          | Goles          | Part. | Goles |
| -------------------- | ----- | --------- | --------- | -------------- | -------------- | ----- | ----- |
| Kyoto Purple Sanga   | 2001  | 8         | 0         | 0              | 0              | 8     | 0     |
| Kyoto Purple Sanga   | 2002  | 22        | 0         | 5              | 0              | 27    | 0     |
| Kyoto Purple Sanga   | 2003  | 25        | 0         | 3              | 0              | 28    | 0     |
| Nagoya Grampus Eight | 2004  | 22        | 4         | 6              | 0              | 28    | 4     |
| Nagoya Grampus Eight | 2005  | 22        | 1         | 3              | 1              | 25    | 2     |
| Nagoya Grampus Eight | 2006  | 3         | 0         | 1              | 0              | 4     | 0     |
| Kyoto Purple Sanga   | 2006  | 18        | 1         | 1              | 0              | 19    | 1     |
| Nagoya Grampus Eight | 2007  | 0         | 0         | 0              | 0              | 0     | 0     |
| Kyoto Sanga FC       | 2007  | 41        | 0         | -              | -              | 41    | 0     |
| Kyoto Sanga FC       | 2008  | 24        | 1         | 3              | 0              | 27    | 1     |
| Kyoto Sanga FC       | 2009  | 29        | 0         | 4              | 1              | 33    | 1     |
| Kyoto Sanga FC       | 2010  | 24        | 4         | 6              | 0              | 30    | 4     |
| Vegalta Sendai       | 2011  | 29        | 2         | 4              | 1              | 33    | 3     |
| Vegalta Sendai       | 2012  | 28        | 0         | 6              | 1              | 34    | 1     |
| Vegalta Sendai       | 2013  | 26        | 5         | 1              | 0              | 26    | 6     |
| Vegalta Sendai       | 2014  | 23        | 1         | 4              | 0              | 27    | 1     |
| Kawasaki Frontale    | 2015  | 14        | 0         | 3              | 0              | 17    | 0     |
| Shimizu S-Pulse      | 2015  | 12        | 0         | 0              | 0              | 12    | 0     |
| Shimizu S-Pulse      | 2016  | 23        | 1         | -              | -              | 23    | 1     |
| Shimizu S-Pulse      | 2017  | 19        | 1         | 2              | 0              | 21    | 1     |
| Total                | Total | 412       | 21        | 52             | 4              | 464   | 25    |